# Голодування біля Пенсійного фонду
Голодування біля Пенсійного фонду у Донецьку — масова акція ненасильницької громадянської непокори, організована ВГО інвалідів Чорнобильської катастрофи «Чорнобиль-єдність». Готовність приєднатися до голодування заявили 218 осіб, голодувало 41 чоловік. Станом на 2 грудня 2011, 22 чорнобильці-голодувальники продовжили акцію протесту.

## Перебіг подій
14 листопада представники чорнобильців, афганців і тих, хто має статус «діти війни», зайшли в будівлю управління Пенсійного фонду Донецької області, а потім продовжили пікетування, вимагаючи виплати їм законних пенсій у повному обсязі. 15 листопада учасники акції оголосили голодування. Вночі 24 листопада Донецький окружний адміністративний суд задовольнив позов Донецької міськради про заборону акції протесту-голодування біля будівлі обласного управління Пенсійного фонду через загрозу теракту. 27 листопада один із наметів голодувальників було демонтовано. Тоді помер 70-річний шахтар-інвалід Геннадій Конопльов. Уночі 1 грудня Донецький окружний адміністративний суд виніс постанову про заборону страйкуючим чорнобильцям проводити свою акцію голодування в наметовому містечку біля будівлі регіонального Пенсійного фонду.

## Компроміс з владою
Рішення про завершення пікетування було прийнято після переговорів активістів з представниками місцевої влади. За їх підсумками "чорнобильцям" була обіцяна виплата пенсій в повному обсязі за листопад і грудень 2011 року. З угодою про припинення акції протесту погодилися не всі "чорнобильці". Близько десяти учасників руху відмовилися йти на компроміс з владою і заявили про продовження голодування. Незважаючи на це, намет, в якій вони перебували, була також знесена комунальними працівниками при демонтажі решти наметового містечка.